# Liktorski snop
Líktorski snòp (latinsko fasces lictoriæ, italijansko fascio littorio) v starem Rimu je bilo orožje, ki so ga nosili liktorji in je bilo sestavljeno iz snopa lesenih palic, zvezanih z usnjenimi trakovi, običajno okoli sekire, ki je predstavljala moč življenja in smrti nad obsojenimi Rimljani. V fašistični Italiji predstavlja butaro, sveženj šib z vanj zataknjeno sekiro kot simbol fašizma in oblasti.